# NGC 7726
NGC 7726 је лентикуларна галаксија у сазвежђу Пегаз која се налази на NGC листи објеката дубоког неба.
Деклинација објекта је + 27° 6' 54" а ректасцензија 23h 39m 11,9s. Привидна величина (магнитуда) објекта NGC 7726 износи 14,0 а фотографска магнитуда 15,0. Налази се на удаљености од 97,090 милиона парсека од Сунца. NGC 7726 је још познат и под ознакама UGC 12721, MCG 4-55-40, CGCG 476-98, DRCG 37-67, PGC 72024.